# La dea cieca
La dea cieca (Blind gudinne) è un romanzo giallo del 1993, prima opera letteraria della scrittrice norvegese Anne Holt e della serie avente come protagonista l'ufficiale di polizia Hanne Wilhelmsen. 
La prima edizione italiana, pubblicata nel 2010, si deve a Einaudi. In effetti, all'inizio del libro, si legge "dopo i successi di Vik e Stubø": infatti, la casa editrice Einaudi si è dedicata per prima cosa ai libri di quest'ultima collana, divenuti per famosi per primi, grazie all'innovazione dei personaggi.

## Trama
L'investigatrice Hanne Wilhelmsen si trova alle prese con due omicidi che sembrano non avere nulla a che fare l'uno con l'altro, in quanto hanno come vittime due persone di due ceti sociali diametralmente opposti. Tuttavia nell'arco della storia si ritroverà di fronte ad un'intensa rete di crimini legati alla sua vita privata.

## Opere derivate
Nel 1997 Blind gudinne è stato adattato per la televisione in un film omonimo, diretto da Carl Jørgen Kiønig e interpretato da Kjersti Elvik (Hanne Wilhelmsen) e Lasse Kolsrud (Håkon Sand).

## Edizioni in italiano
- Anne Holt, La dea cieca, traduzione di Giorgio Puleo, Einaudi, Torino 2010 ISBN 978-88-06-19897-8.
- Anne Holt, La dea cieca, traduzione di Giorgio Puleo, Einaudi, Torino 2011 ISBN 978-88-06-20898-1.
- Anne Holt, La dea cieca, La Biblioteca di Repubblica-L'Espresso, Roma 2015.